# Galium ossirwaense
Galium ossirwaense är en måreväxtart som beskrevs av Kurt Krause. Galium ossirwaense ingår i släktet måror, och familjen måreväxter.

## Underarter
Arten delas in i följande underarter:
- G. o. glabrum
- G. o. ossirwaense